# Imre Frivaldszky
Imre Frivaldszky (ou Emerich von Frivald) (6 février 1799 à Bacskó, aujourd'hui Bačkov en Slovaquie - 19 octobre 1870 à Jobbágyi) est un botaniste et entomologiste hongrois.
Il a été conservateur du  Musée national de Budapest entre 1822 et 1851.